# Saison 1991-1992 du Football Club auscitain
La saison 1991-1992 du Football Club auscitain est la troisième saison consécutive du FCA en groupe A, l’élite du rugby français.
L'équipe évolue cette saison sous les ordres de l’entraîneur Jacques Brunel. Auch atteint les seizièmes de finale du championnat et sera battu par Béziers des frères Gilles et Didier Camberabero 24-15.

## Classement des 4 poules de 10
Les équipes sont listées dans leur ordre de classement à l'issue de la première phase qualificative. Les huit premières équipes de chaque poule sont qualifiées pour les seizièmes de finale.
| Pos | Équipe             | Points |
| --- | ------------------ | ------ |
| 1   | CA Bègles-Bordeaux | 46     |
| 2   | USA Perpignan      | 43     |
| 3   | FC Grenoble        | 42     |
| 4   | Castres olympique  | 39     |
| 5   | US Dax             | 38     |
| 6   | AS Montferrand     | 38     |
| 7   | Tyrosse RCS (P)    | 37     |
| 8   | RRC Nice           | 30     |
| 9   | CA Périgueux       | 24     |
| 10  | Stade rochelais    | 23     |

| Pos | Équipe             | Points |
| --- | ------------------ | ------ |
| 1   | SU Agen            | 46     |
| 2   | CA Brive           | 45     |
| 3   | AS Béziers         | 41     |
| 4   | Stadoceste tarbais | 35     |
| 5   | Section paloise    | 34     |
| 6   | FCS Rumilly (P)    | 34     |
| 7   | Stade montois      | 33     |
| 8   | Stade bordelais UC | 33     |
| 9   | SC Mazamet         | 30     |
| 10  | FC Lourdes         | 29     |

| Pos | Équipe               | Points |
| --- | -------------------- | ------ |
| 1   | Stade toulousain     | 49     |
| 2   | RC Nîmes             | 43     |
| 3   | Biarritz olympique   | 41     |
| 4   | CS Bourgoin-Jallieu  | 36     |
| 5   | CO Le Creusot        | 35     |
| 6   | FC Auch              | 34     |
| 7   | Avenir valencien (P) | 34     |
| 8   | US Cognac            | 33     |
| 9   | Stade montchaninois  | 29     |
| 10  | US Montauban         | 26     |

| Pos | Équipe                | Points |
| --- | --------------------- | ------ |
| 1   | RC Narbonne           | 44     |
| 2   | Racing club de France | 42     |
| 3   | US Colomiers          | 41     |
| 4   | Aviron bayonnais      | 39     |
| 5   | Montpellier RC        | 37     |
| 6   | SC Graulhet (P)       | 36     |
| 7   | RC Toulon             | 35     |
| 8   | RC Chalon             | 31     |
| 9   | US Romans             | 31     |
| 10  | Stade ruthénois       | 24     |

## Les matchs de la saison
Auch termine 6e de sa poule avec 34 points soit avec 7 victoires, 2 nuls et 9 défaites et se qualifie directement pour les seizièmes de finale.

### À domicile
- Auch-Biarritz 18-27
- Auch-Bourgoin 18-0
- Auch-Le Creusot 10-9
- Auch-Montauban 25-9
- Auch-Nîmes 3-3
- Auch-Montchanin 18-9
- Auch-Toulouse 12-9 : une pénalité de l’arrière Vincent Déauze permet d’arracher la victoire en fin de match.
- Auch-Cognac 14-3
- Auch-Valence d’Agen 13-6

### À l’extérieur
- Biarritz-Auch 26-7
- Bourgoin-Auch 16-16
- Le Creusot-Auch 18-9
- Montauban-Auch 10-6
- Nîmes-Auch 22-3
- Montchanin-Auch 26-6
- Toulouse-Auch 43-16
- Cognac-Auch 16-9
- Valence d’Agen-Auch 18-12

## 1/16ede finale
Les équipes dont le nom est en caractères gras sont qualifiées pour les huitièmes de finale.
| Équipe 1              | Équipe 2         | Résultat |
| --------------------- | ---------------- | -------- |
| CA Bègles-Bordeaux    | RC Chalon        | 18-19    |
| Castres olympique     | CO Le Creusot    | 15-9     |
| US Colomiers          | SC Graulhet      | 30-6     |
| USA Perpignan         | Avenir valencien | 37-12    |
| SU Agen               | Stade bordelais  | 30-15    |
| Stadoceste tarbais    | Montpellier RC   | 29-22    |
| RC Nîmes              | RC Toulon        | 6-15     |
| AS Béziers            | FC Auch          | 24-15    |
| Stade toulousain      | RRC Nice         | 21-9     |
| CS Bourgoin-Jallieu   | US Dax           | 7-15     |
| FC Grenoble           | FCS Rumilly      | 38-18    |
| Racing club de France | AS Montferrand   | 21-19    |
| Biarritz olympique    | US Tyrosse       | 21-15    |
| CA Brive              | Stade montois    | 15-12    |
| Aviron bayonnais      | Section paloise  | 33-17    |
| RC Narbonne           | US Cognac        | 19-12    |

Bègles, le champion sortant est éliminé dès les seizièmes de finale.

## Effectif
- Arrières : Thierry Labric, Vincent Deauze, Philippe Mallet, Vincent Romulus
- Ailiers : Eric Rivière, Serge Lauray, Jérome Théodolin, Stéphane Pradère
- Centres : Christophe Dalgalarrondo, Roland Pujo, Christian Lauray, Stéphane Combos
- Ouvreurs : Gilles Boué
- Demis de mêlée : Serge Milhas, Bernard Devasse
- Troisièmes lignes centre : Pascal Daroles, Daniel Deines, Jean-Pascal Dulau
- Troisièmes lignes aile : Alain Sabbadin, Jean-Marc Béderède, Jean-Pierre Dorique, Pierre Ortet, Franck Montauge, Valéry Arnaud, Frantz Portecop, Pierre Pardies
- Deuxièmes lignes : Christophe Porcu, Jean-Pierre Escoffier, Jean-Louis Gaussens, Benoît Ghisleni
- Talonneurs : Patrick Pérusin, Patrick Cahuzac, Patrick Mendousse
- Piliers : Stéphane Graou, Thierry Pomès, Christian Rocca, Joël Rocca